# Navigatiesysteem
Een navigatiesysteem is een systeem voor plaats-, afstands- en snelheidsbepaling. In tegenstelling tot bij navigatie-instrumenten is er geen inbreng meer nodig van een navigator om de gemeten positielijnen tot een positie te combineren. De bekendste systemen zijn satellietnavigatiesystemen, waaronder GPS en Galileo, maar er zijn ook hyperbolische navigatiesystemen, zoals Omega, LORAN en DECCA. Systemen, die de positie en andere navigatiegrootheden weergeven op een kaart, zoals een routenavigatiesysteem in voertuigen en ECDIS op schepen, tellen als navigatiesysteem.